# 紀元前675年
紀元前675年（きげんぜん675ねん）は、西暦（ローマ暦）による年。紀元前1世紀の共和政ローマ末期以降の古代ローマにおいては、ローマ建国紀元79年として知られていた。紀年法として西暦（キリスト紀元）がヨーロッパで広く普及した中世時代初期以降、この年は紀元前675年と表記されるのが一般的となった。

## 他の紀年法
- 干支 : 丙午
- 中国
  - 周 - 恵王2年
  - 魯 - 荘公19年
  - 斉 - 桓公11年
  - 晋 - 献公2年
  - 秦 - 宣公元年
  - 楚 - 荘敖2年
  - 宋 - 桓公7年
  - 衛 - 恵公25年
  - 陳 - 宣公18年
  - 蔡 - 哀侯20年
  - 曹 - 荘公27年
  - 鄭 - 厲公5年
  - 燕 - 荘公16年
- 朝鮮
  - 檀紀1659年
- ユダヤ暦 : 3086年 - 3087年

## できごと

### 中国
- 周の蔿国・辺伯・石速・詹父・子禽祝跪の5大夫が反乱を起こし、蘇氏を頼った。
- 5大夫が王子頽（中国語版）を擁して恵王を討ったが敗れ、温に逃亡した。蘇子は王子頽を奉じて衛に逃れた。衛軍と燕軍が周を攻撃し、王子頽が周王に立てられた。
- 斉・宋・陳の連合軍が魯の西郊を攻撃した。

## 死去
- 蔡の哀侯